# Amtsgericht Haigerloch
Das Amtsgericht Haigerloch war von 1879 bis 1974 ein Amtsgericht mit Sitz in Haigerloch.

## Geschichte
In Haigerloch bestand von 1852 bis 1879 die Gerichtskommission Haigerloch des Kreisgerichts Hechingen.
Im Rahmen der Reichsjustizgesetze wurden 1879 reichsweit einheitlich Oberlandes-, Land- und Amtsgerichte gebildet.
Das königlich preußische Amtsgericht Haigerloch wurde mit Wirkung zum 1. Oktober 1879 als eines von fünf Amtsgerichten im Bezirk des Landgerichtes Hechingen im Bezirk des Oberlandesgericht Hamm gebildet. Der Sitz des Gerichts war die Stadt Haigerloch in den bis 1947 zu Preußen gehörenden Hohenzollernschen Landen.
Sein Gerichtsbezirk umfasste den Oberamtsbezirk Haigerloch sowie dem Gemeindebezirk Owingen aus dem Oberamt Hechingen.
Am Gericht bestanden 1880 zwei Richterstellen. Das Amtsgericht war damit ein mittelgroßes Amtsgericht im Landgerichtsbezirk. Gerichtstage wurden in Dettingen gehalten.
Das Amtsgericht Haigerloch war von 1945 bis 1951 Zweigstelle des Amtsgerichts Hechingen. 1974 wurde es aufgehoben.